# Жоффруа II де Пентьевр
Жоффруа II Ботерель (фр. Geoffroy II Boterel de Penthièvre; ум. 1148) — граф де Пентьевр с 21 апреля 1135/1136, сын Этьена I, графа де Пентьевр, и Хависы де Генган.

## Биография
В 1118 году Жоффруа II поднял восстание против своего отца и требовал получения им наследства. Этьену пришлось разделить своё имущество, передав часть сыну. В 1120 году Жоффруа II сделал своими резиденициями Монконтур и Ламбаль. Также он носил титул сеньора де Ламбаль.
В 1130 году Жоффруа основал аббатство Бегар. В 1135 или в 1136 году он стал графом Пентьевр. Жоффруа построил замок Монконтур, а 3 февраля 1137 года основал цистерцианское аббатство Сен-Обен-де-Буа.
Во время гражданской войны в Англии 1135—1154 годов он назван сторонником императрицы Матильды. Потяряв свои английские владения, он бежал из страны.
Жоффруа скончался в 1148 году. Графом Пентьевра стал его сын Риваллон.

## Брак и дети
Жена: Хависа де Доль, дочь Жана де Доль-Комбор (ум. 27 января после 1118), сеньора де Доль. Дети:
- Риваллон (ум. ок. 1154) — граф де Пентьевр с 1148
- Этьен